# Прилепский сельсовет (Курская область)
Приле́пский сельсовет — муниципальное образование со статусом сельского поселения в Конышёвском районе Курской области Российской Федерации.
Административный центр — деревня Прилепы.

## История
Статус и границы сельсовета установлены Законом Курской области от 21 октября 2004 года № 48-ЗКО «О муниципальных образованиях Курской области».
Законом Курской области от 26 апреля 2010 года № 26-ЗКО в состав сельсовета включены населённые пункты упразднённого Ширковского сельсовета.

## Население
| 2002  | 2010  | 2012  | 2013  | 2014  | 2015  | 2016  |
| ----- | ----- | ----- | ----- | ----- | ----- | ----- |
| 1157  | ↗1282 | ↘1214 | ↘1175 | ↘1112 | ↘1097 | ↘1094 |
| 2017  | 2018  | 2019  | 2020  | 2021  |       |       |
| ↗1095 | ↘1091 | ↘1025 | ↘999  | ↘839  |       |       |

## Состав сельского поселения
| № | Населённый пункт | Тип населённого пункта          | Население |
| - | ---------------- | ------------------------------- | --------- |
| 1 | Заветенский      | хутор                           | ↘5        |
| 2 | Прилепы          | деревня, административный центр | ↘584      |
| 3 | Сосонки          | деревня                         | ↘2        |
| 4 | Толкачевка       | село                            | ↘346      |
| 5 | Трости           | хутор                           | ↘14       |
| 6 | Тростница        | хутор                           | ↘4        |
| 7 | Хрылевка         | деревня                         | ↘61       |
| 8 | Ширково          | село                            | ↘266      |